# Alexandromys alpinus
Alexandromys alpinus és una espècie de mamífer rosegador de la família dels cricètids. Viu al vessant meridional de l'Otgontenger, a l'oest de Mongòlia, i la part adjacent de Rússia. Es tracta d'un talpó menut i cuacurt. En un primer moment, fou descrit com a subespècie de A. mongolicus. El seu nom específic, alpinus, significa ‘alpí’ en llatí i es refereix al fet que el seu hàbitat natural es troba a l'estatge alpí.